# Elasmodactylus
Elasmodactylus es un género de geckos de la familia Gekkonidae.

## Especies
Se reconocen las siguientes dos especies:
- Elasmodactylus tetensis Loveridge, 1952
- Elasmodactylus tuberculosus Boulenger, 1895